# Istok (Kosovo)
Istok (alb. Istogu) je gradić u sjeverozapadnom dijelu Kosova.
Općina Istok se u novijim albanskim izvorima javlja i kao Burim.